# Jazztrzębie Festiwal
JAZZtrzębie Festiwal – polski festiwal jazzowy organizowany cyklicznie od 2015 roku w Jastrzębiu-Zdroju. Inicjatorem i pomysłodawcą festiwalu jest Przemysław Strączek (obecnie dyrektor artystyczny festiwalu). W latach 2015–2017 festiwal organizowany był przez Fundację Harmonicznego Chaosu, w latach 2018–2020 przez Stowarzyszenie Muzyczne Śląski Jazz Club z Gliwic, a od 2021 organizatorem wydarzenia jest  Fundacja Kreatywności Artystycznej –  Jazzu Trzeba. Festiwal jest znany na arenie międzynarodowej i gości muzyków spoza Polski.

## Informacje organizacyjne
Festiwal organizowany jest w formie serii koncertów, odbywających się corocznie wiosną w różnych punktach na terenie Jastrzębia-Zdroju. Celem festiwalu jest promowanie muzyki jazzowej jako elementu integracji artystycznej, wolności i kreatywności. Podczas festiwalu wystąpili m.in. Gilad Hekselman, Piotr Wojtasik, Andy Sheppard, Dorota Miśkiewicz, Anna Maria Jopek, Wolfgang Muthspiel, Aga Zaryan, Kristjan Randalu, Hakon Kornstad, Adam Bałdych, Grażyna Auguścik. Od pierwszej edycji festiwal jest członkiem międzynarodowej organizacji International Jazz Day skupiającej organizatorów Międzynarodowego Dnia Jazzu na całym świecie. Honorowym ambasadorem organizacji jest Herbie Hancock.
Festiwal finansowany jest głównie ze środków budżetowych Miasta Jastrzębie-Zdrój oraz sponsorów.